# 第二次順化條約
《第二次順化條約》（法語：Traité de Hué (1884)），又稱《甲申和約》（越南语：／），指的是1884年6月6日法國駐华公使巴德諾同越南朝廷簽訂的不平等條約。
1883年，法国与越南阮朝在越南順化簽訂了《第一次順化條約》，使越南成為法國的保護國。次年（1884年），巴德諾來到順化，定立新的條約。這個條約是《第一次順化條約》的修訂版，共19款，大體內容與之前的條約相同，取消將平順省劃歸南圻，將橫山以北的河靜、乂安、清化三省劃歸北圻兩條內容。同時，越南不再承認中国（清朝政府）為宗主國，並將清朝頒賜的“越南國王”印于簽約當天熔毀。1885年，法國同清政府簽訂了《中法新約》，中国承认了法国与越南签订的《第二次順化條約》和法国对越南的保护权。